# Karl-Gustav Sauberzweig
Karl-Gustav Eduard Sauberzweig (Wissek, 1 september 1899 - Neuengamme, 20 oktober 1946) was een Duitse officier en SS-Gruppenführer (generaal-majoor) en Generalleutnant in de Waffen-SS tijdens de Tweede Wereldoorlog. Hij werd als Oberst (kolonel) in het Heer overgeplaatst naar de Waffen-SS, hij kreeg daar het commando over de 13. Waffen-Gebirgs-Division der SS Handschar (kroatische Nr. 1).
In januari 1945 werd hij weer teruggeplaatst in de Wehrmacht en werd bevorderd tot Generalleutnant en gaf daarna leiding over een legerkorps in Heeresgruppe H in Noord-Duitsland.

## Leven
Op 1 september 1899 werd Karl-Gustav Sauberzweig geboren in Wissek wat in de Provincie Posen van het Koninkrijk Pruisen lag. Zijn vader was de arts en later districtsarts in dienst van de staat Dr. med. Joachim Sauberzweig en zijn vrouw Marie Sauberzweig (geboortenaam Buettner).  Hij kwam uit een gezin van drie kinderen. Karl-Gustav ging naar het gymnasium in Bromberg, Hanau en Görlitz en behaalde zijn Abitur.

### Eerste Wereldoorlog
Als zeventienjarige meldde hij zich als Fahnenjunker (aspirant-officier) in het Pruisische leger aan. Hij werd geplaatst in het Grenadier-Regiment „Prinz Carl von Preußen“ (2. Brandenburgisches) Nr. 12. Wegens dapperheid voor de vijand werd Sauberzweig met de vrijstelling van een officiersleergang bevorderd tot Leutnant (tweede luitenant). Hij diende tijdens de oorlog als Zugführer (pelotonscommandant), Kompanieführer (compagniescommandant) en als ordonnansofficier en bataljonsadjudant in het Grenadier-Regiment 12 aan het (Westfront, Galicië en Italië).
Van november 1918 tot mei 1919 vocht Sauberzweig in de Freiwilligen-Grenadier-Regiment 12 in afweergevechten tegen de communisten in Berlijn. En was hij actief in de Grenzschutz die in de Bentschen en Meseritz vochten.

### Interbellum
Op 15 mei 1919 werd Sauberzweig opgenomen in het opbouwende 100.000 man sterke Reichsheer van de Reichswehr. Hij werd als Leutnant en ordonnansofficier geplaatst in het Reichswehr-Grenadier-Regiment 54. Hierna diende hij nog in verschillende andere onderdelen. 
Op 15 december 1924 trouwde Sauberzweig met Erna Giese (geboren 25 juli 1900 te Deutsch Eylau). Het echtpaar kreeg een dochter en een zoon. De zoon Dieter Sauberzweig (17 november 1925 - 28 december 2005) was de cultuurpoliticus voor de SPD en diende in de Luftwaffe.
De beoordeling van Sauberzweig van 31 augustus 1929 door zijn bataljonscommandant van het 1./Infanterie-Regiment 8 de Major Pelz;
"Geistig über dem Durchschnitt begabt. Passionierter Soldat mit sehr guter taktischer Veranlagung und selbständigem Urteil. Sicher in der Befehlsgebung."
"Geestelijk bovengemiddeld begaafd. Gepassioneerde soldaat met zeer goede tactische vaardigheden en een onafhankelijk oordeelsvermogen. Zelfverzekerd in het geven van bevelen."
Van oktober 1929 tot april 1930 diende Sauberzweig in het 8. (Preuß.) Infanterie-Regiment. Hierna behaalde hij zijn Wehrkreisprüfung (vrije vertaling: toetsing militair district). Na behalen van zijn toetsing, werd hij naar het 2. (Preuß.) Artillerie-Regiment gestationeerd in Güstrow gecommandeerd. En werd daar als batterijcommandant ingezet. Op 1 oktober 1930 moest Sauberzweig een "Führergehilfen" (= generale staf) opleiding volgen. Als onderdeel van de opleiding werd hij aan de staf van de 3e Divisie in het Wehrkreiskommando III in Berlijn toegewezen. In maart 1932 raakte Sauberzweig tijdens een luchtvaartongeval zwaargewond; schedelbreuk en meerdere fracturen van de ledematen. Hij was van maart 1932 tot juni 1933 "dienstunfähig" (niet geschikt voor de dienst). Na zijn herstel werd Sauberzweig als 1e Generale Stafofficier en leraar tactiek in de afdeling "D" (verbindingen) van de artillerieschool Jüterborg ingezet.
Tijdens de verdere uitbereiding van de Reichswehr in de Wehrmacht werd Sauberzweig op 1 oktober 1934 als instructeur aan de Heeres- und Luftwaffen-Nachrichtenschule (vrije vertaling: Leger- en luchtmacht verbindingsschool) in Halle/Saale ingezet. Hierop werd hij als chef van de 1e- en 2e compagnie in de verbindingen in Potsdam ingezet. Van augustus 1930 tot het begin van de Tweede Wereldoorlog diende Sauberzweig in diversen staffuncties in verschillende onderdelen van het Heer.

### Tweede Wereldoorlog
Voor een korte duur zat hij in het Führerreserve van de 257e Infanteriedivisie. Op 11 juni 1941 volgde zijn benoeming tot commandant van het 466e Infanterieregiment in de 257e Infanteriedivisie. Als gevolg van inslagen van granaten en zand in zijn oog raakte die ontstoken (Iritis), en lag Sauberzweig voor twee maanden in een militair hospitaal in Wenen. Na zijn herstel werd hij benoemd tot commandant van de 306e Infanterieregiment van de 211e Infanteriedivisie gestationeerd in Bretagne. Begin februari 1942 werd Sauberzweig geplaatst in het Führerreserve van het (OKH) geplaatst en tegelijk werd hij als leraar tactiek aan de bataljons- en regiment leergang van de 71e Infanteriedivisie in België/Noord-Frankrijk ingezet. 
In een brief van mei 1942 aan de Reichsleiter Martin Bormann van het ambt van Rosenberg hechtte Bormann twijfel aan de nationaalsocialistische gevoelens van Sauberzweig. De confessionele pastoor Köhnen schreef aan zijn broer over een de oudejaarstoespraak van Sauberzweig waarin hij had geëist dat de soldaten niet van hun geloof beroofd mogen worden, maar moeten hen juist uitnodigen om samen kerkdiensten bij te wonen.
Van 1 december 1942 tot 31 juli 1943 werd Sauberzweig ingezet als stafchef van de Inspektion des Erziehungs- und Bildungswesens des Heeres (vrije Vertaling: inspectie van het onderwijs- en trainingssysteem van het leger). Van 1 augustus 1943 kwam hij onder het bevelsgebied van de Reichsführer-SS Heinrich Himmler, en werd als SS-Oberführer in de Waffen-SS in de SS opgenomen. En werd meteen commandant van de SS-Freiwilligen (B.H.) Gebirgs-Division en volgde hiermee de SS-Standartenführer Herbert von Obwurzer op.
De beoordeling van 10 augustus 1943 door het 6 EB/OKH;
"Ausgesprochene Führernatur. Charakterstark, schwungvoll und selbstbewusst, dabei immer liebenswürdig und bescheiden. Organisator, taktischer Könner, der was Wesentliche erfaßt und unter ganzem Einsatz zielstrebend in Richtung auf das Große und Ganze verfolgt, mitunter jedoch in seinem in ihm lebenden Drange und feurigem Eifer zu spontan und lebhaft... Vorbild im nationalsozialistischem Denken und Handeln und opferbereiter Hingabe..."
"Uitgesproken leiderschapskarakter. Sterk van karakter, levendig en zelfverzekerd, maar altijd vriendelijk en bescheiden. Organisator, tactisch deskundige die doorziet wat essentieel is en dit met al zijn inzet richting het grote geheel nastreeft, maar soms te spontaan en levendig door zijn innerlijke drang en vurige ijver... Rolmodel in het nationaalsocialistische denken en handelen en zelfopoffering toewijding ..."
Er vond een muiterij in de divisie plaats. Ongeveer 1000 manschappen doden en folteren enige officieren en onderofficieren. Het SS-Gericht veroordeeld enkele tot de dood. Op 23 september 1943 informeert Sauberzweig Himmler over de situatie in de divisie. Himmler geeft het bevel om de divisie te verplaatsen naar het militair oefenterrein Neuhammer in Silezië.
Op 1 oktober 1943 werd Sauberzweig bevorderd tot SS-Brigadeführer (brigadegeneraal) en Generalmajor der Waffen-SS. De divisie heette na de laatste naamsverandering: 13. Waffen-Gebirgs-Division der SS Handschar (kroatische Nr. 1). Van januari 1944 af was de divisie in inzet op de Balkan. Op 17 juni 1944 werd Sauberzweig belast met de oprichting van de Waffen-Gebirgs-Division-SS "Kama" (kroatische Nr. 2). Deze eenheid zou geleid gaan worden door de SS-Standartenführer Helmuth Raithel. Maar met het bevel van 24 september 1944 werd de divisie opgeheven.
In september 1944 raakte Sauberzweig in een verhitte discussies met de Reichsführer-SS Heinrich Himmler over bevelen waarvoor hij niet verantwoordelijk wilde zijn voor de uitvoering, die hem vervolgens uit zijn functie ontzette en liet hem tot eind 1944 in arrest zitten. Maar hij bleef wel in naam de bevelvoerend-generaal van het IX SS Bergkorps. Van september tot oktober 1944 ging Sauberzweig met verlof.
"Sauberzweig herinnerde zich hun ontmoeting in zijn memoires kort na de oorlog: "Ik werd op de meest schandelijke manier ontheven uit mijn commando. Himmler bedreigde me met arrestatie en overplaatsing naar een concentratiekamp. (Nadat hij) op de hoogte was gesteld van mijn slechte gezondheid, liet hij me eerst naar de Charité-kliniek (en later) naar sanatorium Hohenlychen sturen. ... Ik werd officieel "op verlof geplaatst", zoals dat heette op 6 januari 1945 (het titelloze rapport is geschreven door Karl-Gustav Sauberzweig in Preetz op 26 september 1945)."
Eind 1944 stelden de SS-artsen bij Karl Gustav Sauberzweig, commandant van de Kroatische 13. Waffen-Gebirgs-Division der SS Handschar (kroatische Nr. 1), de diagnose dat hij leed aan een ‘duidelijke staat van buitensporige zenuwachtige opwinding die neigt [ . . . ] naar psychose’: ‘Hij probeert op zichzelf te zijn; hij wil niemand anders zien; het geluid van geweerschoten of het gezicht van bloed benauwde hem; zijn concentratievermogen is duidelijk gebrekkig en hij is bang om verantwoordelijkheid te moeten nemen, enz., enz.
Sauberzweig werd met ingang van 15 november 1944 in het Führerreserve der Waffen-SS van het SS-Führungshauptamt geplaatst, en werd ondergeschikt gesteld aan de SS-Obergruppenführer Karl Oberg. Op 6 januari 1945 werd hij ontslagen uit de SS en teruggeplaatst in de Heer. Maart 1945 werd Sauberzweig als generaal z.b.V. (voor speciaal gebruik) in de Heeresgruppe H ingezet. Aan het einde van de oorlog commandeerde hij nog een ad hoc korps Sauberzweig. 
Sauberzweig wachtte het einde van de oorlog af op het nepvliegveld Moorkaten bij Heidmoor in de nabijheid van Kaltenkirchen af, waar hij op 5 mei 1945 in Brits krijgsgevangenschap ging.

## Na de oorlog
Hij werd door het Britse leger geïnterneerd in Preetz, Sleeswijk-Holstein, waar Sauberzweig op 26 september 1946 een schriftelijk verslag indiende over zijn ervaringen met de 13. Waffen-Gebirgs-Division der SS Handschar (kroatische Nr. 1). Dit ongepubliceerde manuscript werd later een belangrijk document over de geschiedenis van de divisie. 
Een Joegoslavische commissie onderzocht de Duitse oorlogsmisdaden en stelde een uitleveringsverzoek voor Sauberzweig op. Hij lag in het PW 1 ziekenhuis in Ostende en was hoofdverantwoordelijke voor de talrijke gruweldaden van zijn divisie tegen de partizanen en burgerbevolking in Joegoslavië.
Met een doktersverklaring van die dag werd de Britse kampcommandant uit Neuengamme bij Hamburg door de Duitse LSO gevraagd om Sauberzweig onmiddellijk op te nemen in het kampziekenhuis om zijn resterende gezichtsvermogen te behouden. Sauberzweig zat niet gevangen en was niet transporteerbaar; sympathische Endoftalmitis leidde tot een snel progressieve ontwikkeling in het linkeroog.
Op 20 oktober 1946 in een wanhopige situatie pleegde Sauberzweig zelfmoord met behulp van een cyanide ampul in het gevangenkamp Neuengamme. Lepre verklaart: dat een sympathieke Britse officier Sauberzweig de cyanide ampul gegeven heeft. Hij zou uitgeleverd worden aan Joegoslavië.

## Carrière
Sauberzweig bekleedde verschillende rangen in zowel de Heer als Waffen-SS. De volgende tabel laat zien dat de bevorderingen niet synchroon liepen.
| Datums                                     | Deutsche Heer                    | Reichswehr             | Heer                | Waffen-SS                                         |
| ------------------------------------------ | -------------------------------- | ---------------------- | ------------------- | ------------------------------------------------- |
| 28 september 1916                          | Fahnenjunker (aspirant-officier) | —                      | —                   | —                                                 |
| 17 mei 1917                                | Fähnrich                         | —                      | —                   | —                                                 |
| 25 augustus 1917                           | Leutnant zonder Patent           | —                      | —                   | —                                                 |
| 1 juli 1922                                | —                                | RDA van 1 oktober 1917 | —                   | —                                                 |
| 1 april 1925                               | —                                | Oberleutnant           | —                   | —                                                 |
| 1 april 1933                               | —                                | —                      | Hauptmann i.G.      | —                                                 |
| 1 oktober 1936                             | —                                | —                      | Major i.G.          | —                                                 |
| 1 maart 1939                               | —                                | —                      | Oberstleutnant i.G. | —                                                 |
| 1 februari 1942                            | —                                | —                      | Oberst i.G.         | —                                                 |
| 1 augustus 1943                            | —                                | —                      | —                   | SS-Oberführer der Waffen-SS                       |
| 1 oktober 1943                             | —                                | —                      | —                   | SS-Brigadeführer en Generalmajor der Waffen-SS    |
| 25 juni 1944 (met ingang van 21 juni 1944) | —                                | —                      | —                   | SS-Gruppenführer en Generalleutnant der Waffen-SS |
| 6 januari 1945                             | —                                | —                      | Generalleutnant     | —                                                 |

- i.G. = stafofficier in de Generale Staf

## Lidmaatschapsnummers
- NSDAP-nr.: geen lid[2]
- SS-nr.: 467 434 V[3] (lid geworden 1 augustus 1943[2][3])

## Onderscheidingen
Selectie:
- Voorgedragen voor het Ridderkruis van het IJzeren Kruis, maar afgewezen door Heinrich Himmler[6][3]
- IJzeren Kruis 1914, 1e Klasse (1918[3][4]) en 2e Klasse (1918[3][4][8])
- Herhalingsgesp bij IJzeren Kruis 1939, 1e Klasse (30 mei 1940[3][4])en 2e Klasse (18 mei 1940[3][4])
- Gewondeninsigne 1939 in zilver[5] op 11 juni 1940[3][4]
- Commandeur in de Orde van de Ster van Roemenië met Zwaarden[3][4]